# 維克托·羅德里格斯·羅梅羅
維克托·羅德里格斯·羅梅羅（西班牙語：Víctor Rodríguez Romero；1989年7月23日—）是一位西班牙足球運動員。在場上的位置是左邊鋒。他是在2014年8月7日轉會埃爾切的。